# Léon d'Hervey de Saint-Denys
Marie-Jean-Léon Le Coq, baron d'Hervey de Juchereau, marquis de Saint-Denys, né le 6 mai 1822 à Paris où il est mort le 2 novembre 1892, est un sinologue français, connu surtout pour ses recherches sur le sommeil et les rêves, et les rêves lucides en particulier.

## Biographie

### Famille
Léon Le Coq d'Hervey est le fils de Pierre Le Cocq, baron d'Hervey, et Mélanie Juchereau de Saint-Denys, fille d'un général d'Empire.
Il est adopté en 1858 par son oncle maternel, sans descendant, afin d’hériter du titre de marquis de Saint-Denys
En 1868, âgé de 46 ans, il épouse Louise de Ward, jeune et jolie baronne autrichienne de 18 ans, fille du baron Thomas Ward. Elle se consacre à la peinture, signant ses toiles du pseudonyme de Louise Dubréau, du nom du domaine familial, le château du Bréau en Yvelines. Le couple dispose également d’un hôtel particulier, 9 avenue Bosquet, à Paris. Veuve, elle se remarie avec le cavalier Jacques de Waru (petit-fils d'Adolphe de Waru et neveu de Laure de Chevigné).

### Le sinologue
Professeur de langue chinoise à l'École spéciale des langues orientales, il est nommé commissaire spécial pour l'Empire chinois à l'Exposition universelle de 1867 et à ce titre devient chevalier de la légion d'honneur le 30 juin.C'est la première exposition où sont présentés des pavillons nationaux et l’espace réservé à la Chine suscite particulièrement la curiosité,.
En 1874, il succède à Stanislas Julien à la chaire des langues et littératures chinoises, tartares et mandchoues au Collège de France. Cette élection est remise en cause par l’abbé Paul Perny, ancien missionnaire en Chine, et candidat malheureux au même poste au Collège de France. Perny (sous le pseudonyme de Léon Bertin) publie un pamphlet contre Hervey de Saint-Denys, qu’il traite de « charlatan », aussi bien en ce qui concerne son titre de marquis que sa connaissance du chinois écrit. Il l’accuse d’être un « plagiaire ». « Si le lecteur veut avoir une juste idée du talent propre, original de M. d’Hervey, il n’a qu’à lire son ouvrage sur les songes », conclut Perny. Hervey intente un procès, qu’il gagne. 
Hervey de Saint Denys est élu membre de l'Académie des inscriptions et belles-lettres en 1878. Il fut le professeur de Paul Pelliot.

### La découverte du rêve lucide
Dès l’âge de 14 ans, Hervey de Saint Denys tient un journal de nuit, dans lequel il note ses rêves au réveil. Il pense tout d’abord y trouver matière à faire des dessins originaux, puis découvre que les rêves constituent un sujet intéressant à étudier pour eux-mêmes. En même temps qu'il note ses observations, il lit tous les ouvrages, tant anciens que modernes, qu’il peut trouver sur le sujet. En 1855, il songe à proposer à l'Académie des inscriptions et belles-lettres un mémoire sur la théorie du sommeil et des rêves, mais finalement y renonce. Ce n’est qu’en 1867 qu’il fait paraître anonymement son ouvrage, Les Rêves et les moyens de les diriger. Sous-titré Observations pratiques, c’est un livre original en ce qu'il est basé sur ses propres observations sur les rêves, commencées à l’adolescence et poursuivies pendant de nombreuses années.

### Influence sur Freud
Sigmund Freud, dans son ouvrage sur L'Interprétation des rêves, lui reconnaît une certaine influence sur sa pensée, en notant deux citations d'Hervey de Saint-Denys : « Les rêves les plus bizarres trouvent même une explication des plus logiques quand on sait les analyser  » ;  « l'incohérence devient alors compréhensible, les conceptions les plus fantasques deviennent des faits simples et parfaitement logiques  ».

## Influence sur les surréalistes
Hervey de Saint-Denys a exercé une influence remarquable sur divers membres du mouvement surréaliste, notamment sur André Breton qui proclame Hervey de Saint-Denys « surréaliste dans le rêve dirigé  ».
Dans Les Vases communicants, André Breton dira de lui : « Il est remarquable qu'un homme se soit trouvé pour tenter de réaliser pratiquement ses désirs dans le rêve ».

## Distinctions

### Décorations
- Chevalier de l'Ordre de la légion d'honneur
- Ordre de Charles III
- Ordre sacré et militaire constantinien de Saint-George

## Ouvrages
Onirologie
- Les Rêves et les moyens de les diriger ; Observations pratiques, Paris, Librairie d'Amyot, Éditeur, 8, Rue de la Paix, 1867 (publié anonymement) ; texte en ligne sur wikisource
- Rééditions et à traductions :
  - Paris : Tchou/Bibliothèque du Merveilleux. Préface by Robert Desoille. Édité by Jacques Donnars. Cette édition n'a pas l’appendice.
  - 1977. Plan de la Tour : Éditions d'Aujourd'hui. (Fascimilé reprint du Tchou-Édition).
  - (en) 1982. Dreams and how to guide them. Translated by N.Fry and edited by Morton Schatzman. London. Gerald Duckworth.  (ISBN 0-7156-1584-X) (abbreviated version)Text on line
  - Broché. Édition Cartouche/Paris.  (ISBN 978-2915842234).
  - 2005 Édition Oniros  (ISBN 978-2909318042) Broché et relié. Réédition intégrale, y compris L'appendice, «Un rêve après avoir pris du haschich», et les illustrations.
  - 2008 (French Édition) (New edition),  (ISBN 9782915495515). Paperback, 240 Pages. Buenos Books International/Paris.
  - (nl) 2013. Dromen: Praktische Observaties. (Traduction Hollandaise) (E-book)  (ISBN 978-90-82096309). Édité et traduction par  Drs. Carolus den Blanken.Édition integrale avec couverture, frontispice et l'Appendix 
  - (en) 2016. Dreams and the Ways to Direct Them: Practical Observations. (Traduction Anglaise)(E-book). (ISBN 978-90-820963-6-1). Édité par Drs. Carolus den Blanken, Drs. Eli Meijer & Prof.Dr. Jan van Gijn. Traduction par Drs. Carolus den Blanken. Édition integrale avec couverture, frontispice et l'Appendix. Text au ligne

Sinologie et traductions du chinois

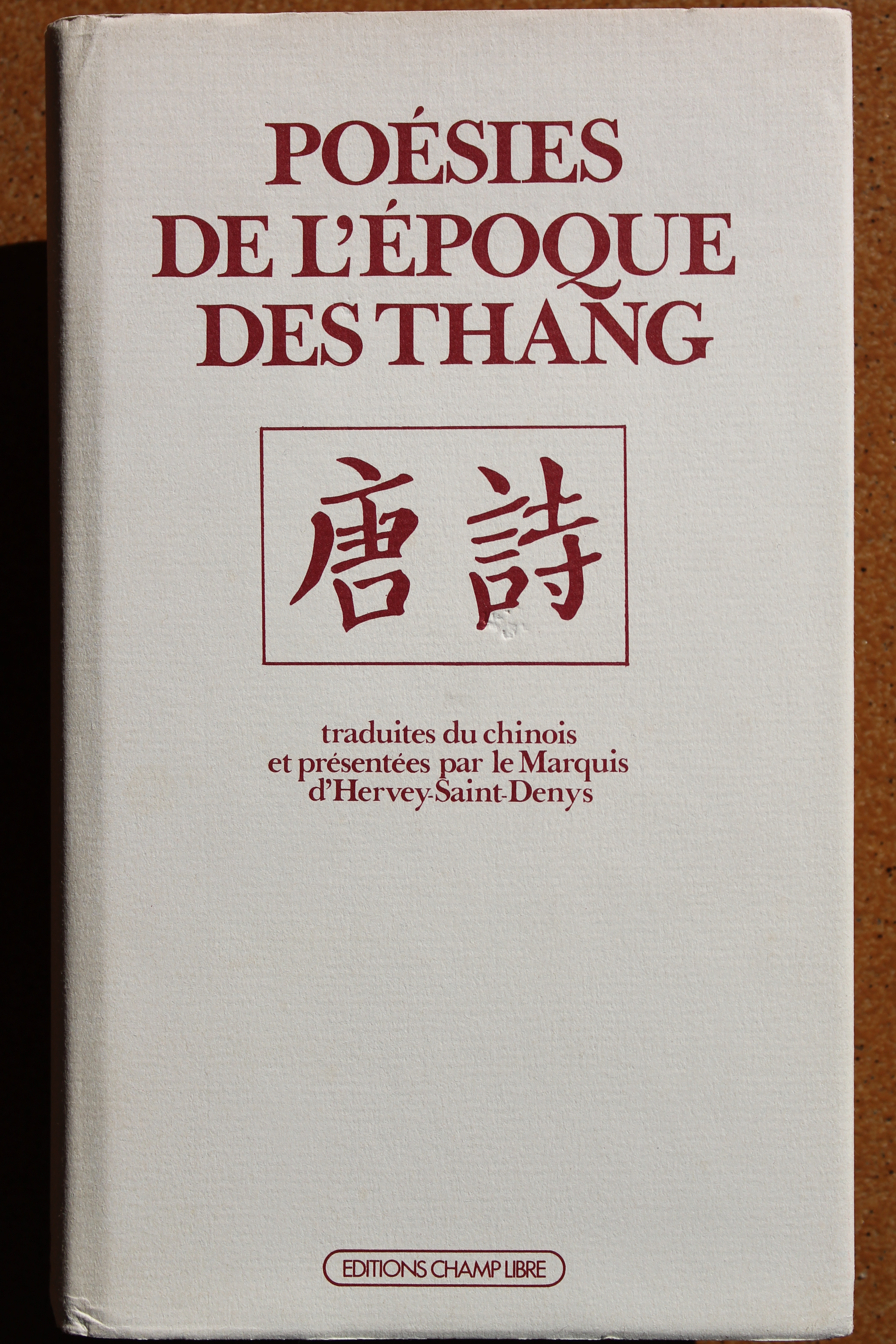
Poésies de l'époque des Thang (Champ libre, 1977).

- Recherches sur l'agriculture et l'horticulture des Chinois et sur les végétaux, les animaux et les procédés agricoles que l'on pourrait introduire dans l'Europe occidentale et le nord de l'Afrique, 1850
- La Chine devant l'Europe, 1859 Texte en ligne
- Poésies de l'époque des Thang (VIIe, VIIIe et IXe siècles de notre ère), traduites du chinois, avec une étude sur l'art poétique en Chine, 1862. [lire en ligne] Réédition partielle :Écoutez là-bas, sous les rayons de la lune, traduction de Li Bai et notes par le marquis d'Hervey Saint-Denis, révisées par Céline Pillon, 2004
- Recueil de textes faciles et gradués en chinois moderne, avec un tableau des 214 clefs chinoises et un vocabulaire de tous les mots compris dans les exercices, publié à l'usage des élèves de l'École spéciale des langues orientales, 1869
- Ban Zai Sau, pour servir à la connaissance de l'Extrême-Orient, 4 vol., 1873-1880
- Ethnographie des peuples étrangers à la Chine, ouvrage composé au XIIIe siècle de notre ère, par Ma-touan-lin, 2 vol., 1876-1878 Texte en ligne 1 2
- Trois nouvelles chinoises, 1885. Réédition in Six nouvelles chinoises, 1999
- La Tunique de perles, Un serviteur méritant, et Tang le Kïaï-Youen, trois nouvelles chinoises, 1889. Réédition in Six nouvelles chinoises, 1999
- Six nouvelles nouvelles, 1892. Réédition : Six nouvelles nouvelles chinoises, 1999

Histoire de l’Italie
- Un roi, étude sur le roi Ferdinand II de Naples, 1851
- Histoire de la révolution dans les Deux-Siciles depuis 1793, 1856

Traductions de l’espagnol
- Le Poil de la prairie, comédie en 5 actes de Don Manuel Breton de Los Herreros, 1847 Texte en ligne
- Insurrection de Naples en 1647, étude historique de Don Angel de Saavedra, duc de Rivas, 2 vol., 1849 Texte en ligne 1 2